# Serralada d'Alaska

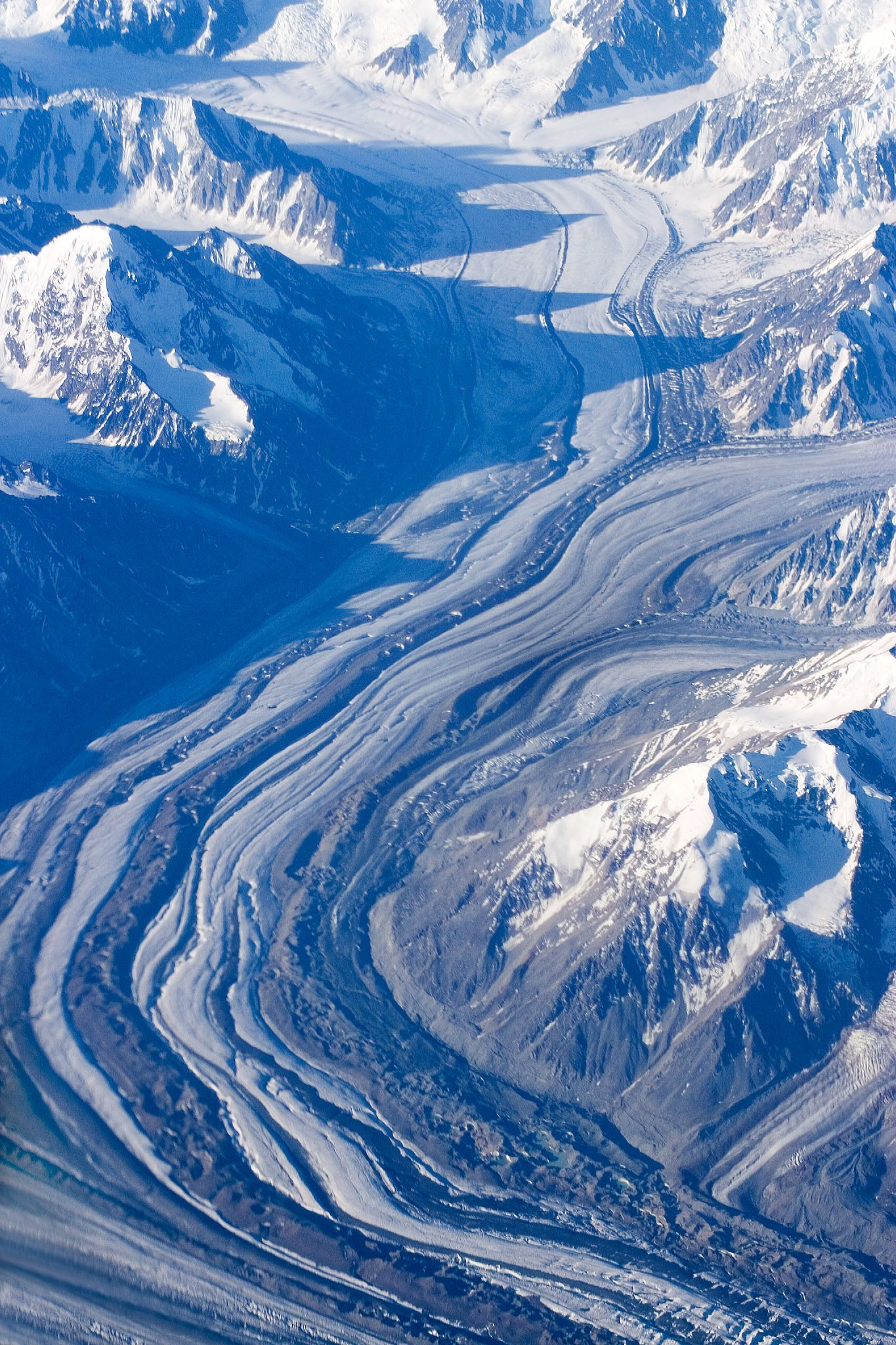
Glacera de l'Alaska Range

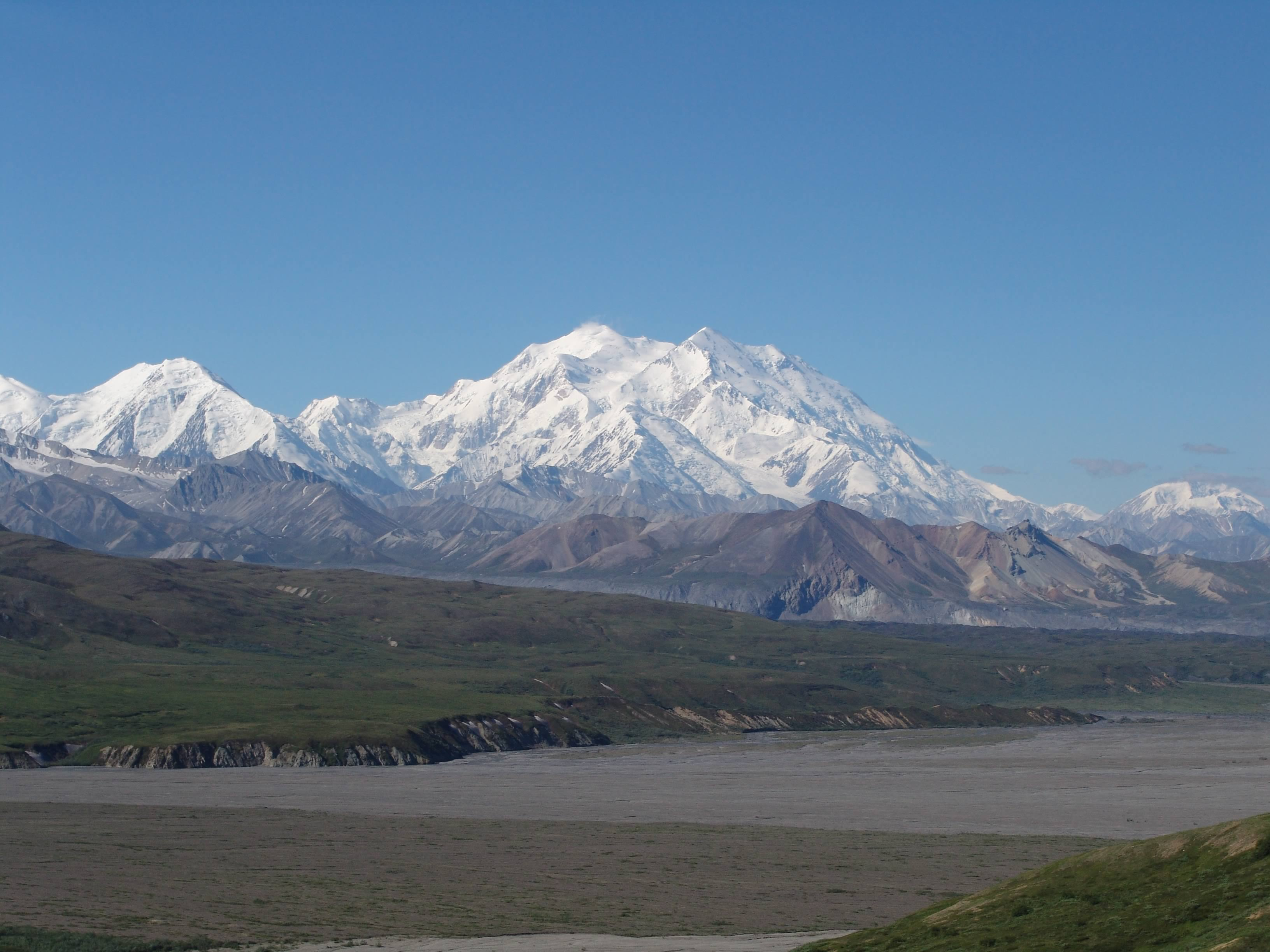
El Mont McKinley en un dia clar

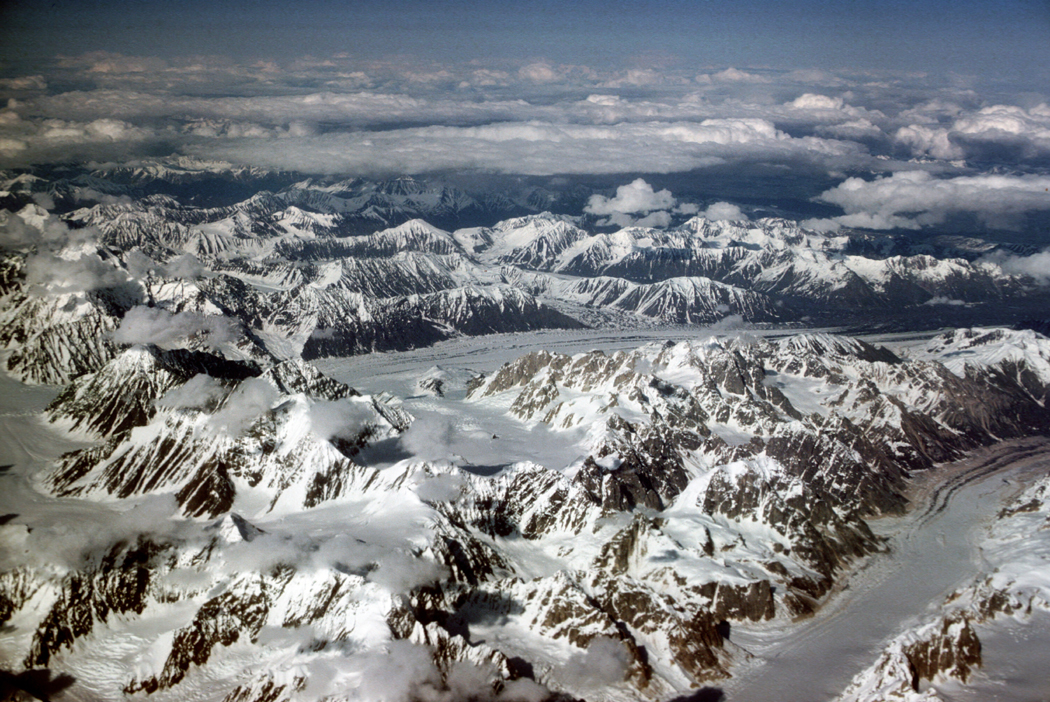
Muntanyes de l'Alaska Range

La Serralada d'Alaska o Alaska Range és una serralada d'uns 650 km de llargada que es troba a la regió sudcentre de l'estat d'Alaska, des del llac Clark, en l'extrem sud-oest fins al White River al territori canadenc del Yukon, al sud-est. El punt culminant de la serralada, i al mateix temps d'Amèrica del Nord és el Mont McKinley o Denali, amb 6.194 msnm.

## Descripció
La serralada forma un arc d'est a oest, amb la seva part més septentrional al centre, i des d'allà va vers el sud-oest, cap a la península d'Alaska i les Illes Aleutianes; i el sud-est, cap a les Muntanyes de la Costa. Les muntanyes constitueixen una gran barrera per l'aire humit procedent del Golf d'Alaska i que de camí cap al nord xoca amb la serralada creant un dels climes més durs de la Terra, amb intenses nevades i constitució de nombroses glaceres, com les de Canwell, Castner, Black Rapids, Susitna, Yanert, Muldrow, Eldridge, Ruth, Tokositna i Kahiltna Glaciers. Quatre grans rius travessen la serralada: el Riu Delta i el Nenana, a la part central de la serralada, i el Nabesna i Chisana a l'est.
La serralada forma part del Cinturó de foc del Pacífic, i la falla de Denali que discorre pel límit sud de la serralada és la responsable d'una gran quantitat de terratrèmols. Amb tot, no hi ha volcans importants a la zona.
Diverses parts de la serralada es troben protegides com Parc Nacional Wrangell-St. Elias, Parc Nacional de Denali i Parc Nacional del llac Clark.
El naturalista William Healey Dall sembla que fou el primer a emprar el nom d'"Alaskan Range" el 1869 i a partir d'aquí es popularitzà. El 1849 Constantin Grewingk va emprar el nom "T schigmit" per anomenar-les. Un mapa realitzat per la General Land Office el 1869 anomenà la part sud-oest de la serralada d'Alaska com a "Chigmit Mountains" i la part nord-est com a "Beaver Mountains". Amb tot, avui dia es considera que les Chigmit Mountains formen part de l'Aleutian Range.

## Cims principals
- Mont McKinley (6.194 m)
- Mont Foraker (5.304 m)
- Mont Hunter (4.442 m)
- Mont Hayes (4.216 m)
- Mont Silverthrone (4.029 m)
- Mont Deborah (3.761 m)
- Mont Huntington (3.730 m)
- Mont Russell (3.557 m)

## Serralades secundàries (d'oest a est)
- Muntanyes Neacola[3]
- Muntanyes Revelation
- Muntanyes Teocalli
- Muntanyes Kichatna
- Central Alaska Range/Denali Massís
- Eastern Alaska Range/Hayes Range
- Muntanyes Delta
- Muntanyes Mentasta
- Muntanyes Nutzotin